# オディッセアス＝キモン
オディッセアス＝キモン（Odysseas-Kimon, 2004年9月17日 - ）は、ギリシャの王子。パウロス元王太子とマリー・シャンタルの三男であり、コンスタンティノス2世元国王とアンナ＝マリア元王妃は祖父母にあたる。マリア＝オリンピア、コンスタンティノス・アレクシオス、アキレアス＝アンドレアス、アリステイデ・スタウロスは兄弟にあたる。
| 上位 アキレアス＝アンドレアス | 〈名目上〉ギリシャ王位継承権者 継承順位第3位          | 下位 アリステイデ・スタウロス |
| 上位 アキレアス＝アンドレアス | イギリス王位継承順位 他の英連邦王国の王位継承権も同様 | 下位 アリステイデ・スタウロス |